# Mândrești (gmina Ungureni)
Mândrești – wieś w Rumunii, w okręgu Botoszany, w gminie Ungureni. W 2011 roku liczyła 249 mieszkańców.